# Plantago subspathulata
Plantago subspathulata — вид рослин з родини подорожникові (Plantaginaceae), ендемік Мадейри. Портал «The Plant List» наводить цей таксон зі статусом «невирішена назва».

## Поширення
Ендемік Мадейри. У Міжнародній Червоній книзі 1997 року вид мав статус «R» — «рідкісний».